# Halowe Mistrzostwa Świata w Łucznictwie 2014
12. Halowe Mistrzostwa Świata w Łucznictwie odbyły się w dniach 26 lutego - 2 marca 2014 roku w Nîmes we Francji. 
Polska wywalczyła dwa medale brązowe. Wśród seniorek na podium stanęła drużyna pań w łuku klasycznym w składzie Natalia Leśniak, Karina Lipiarska, Adriana Żurańska. Trzecią juniorką w łuku klasycznym na świecie została Sylwia Zyzańska.

## Reprezentacja Polski seniorów

### łuk klasyczny
- Maciej Fałdziński
- Natalia Leśniak
- Karina Lipiarska
- Adriana Żurańska

### łuk bloczkowy
- Renata Leśniak
- Anna Stanieczek
- Katarzyna Szałańska

## Reprezentacja Polski juniorów

### łuk klasyczny
- Karolina Farasiewicz
- Patryk Gołąbczak
- Kasper Helbin
- Kacper Szułkowski
- Marlena Wejnerowska
- Sylwia Zyzańska

## Medaliści

### Seniorzy

#### Strzelanie z łuku klasycznego
| Konkurencja:           | Złoto:                                                                 | Srebro:                                                           | Brąz:                                                                |
| indywidualnie kobiet   | Aída Román                                                             | Miki Nakamura                                                     | Anastasija Pawłowa                                                   |
| indywidualnie mężczyzn | Ryan Tyack                                                             | Wiktor Ruban                                                      | Brady Ellison                                                        |
| drużynowo kobiet       | Ukraina · Weronika Marczenko · Anastasija Pawłowa · Lidija Siczenikowa | Niemcy · Veronika Haidn Tschalova · Elena Richter · Karina Winter | Polska · Natalia Leśniak · Karina Lipiarska · Adriana Żurańska       |
| drużynowo mężczyzn     | Ukraina · Heorhij Iwanickij · Markijan Iwaszko · Wiktor Ruban          | Japonia · Hideki Kikuchi · Naoya Oniyama · Shungo Tabata          | Holandia · Sjef van den Berg · Rick van den Oever · Rick van der Ven |

#### Strzelanie z łuku bloczkowego
| Konkurencja:           | Złoto:                                                                | Srebro:                                                           | Brąz:                                                                     |
| indywidualnie kobiet   | Sophie Dodemont                                                       | Christie Colin                                                    | Pascale Lebecque                                                          |
| indywidualnie mężczyzn | Sergio Pagni                                                          | Reo Wilde                                                         | Stephan Hansen                                                            |
| drużynowo kobiet       | Meksyk · Rosalia Dominguez · Brenda Merino · Linda Ochoa              | Stany Zjednoczone · Christie Colin · Crystal Gauvin · Erika Jones | Południowa Afryka · Gerda Roux · Jeanine van Kradenburg · Danelle Wentzel |
| drużynowo mężczyzn     | Stany Zjednoczone · Jesse Broadwater · Braden Gellenthien · Reo Wilde | Dania · Martin Damsbo · Stephan Hansen · Patrick Laursen          | Szwecja · Magnus Carlsson · Carl-Henrik Gidenskold · Morgan Lundin        |

### Juniorzy

#### Strzelanie z łuku klasycznego
| Konkurencja:           | Złoto:                                                  | Srebro:                                                           | Brąz:                                                            |
| indywidualnie kobiet   | Tatiana Andreoli                                        | Ariuna Żargałowa                                                  | Sylwia Zyzańska                                                  |
| indywidualnie mężczyzn | Maximilian Weckmueller                                  | Carlo Schmitz                                                     | David Pasqualucci                                                |
| drużynowo kobiet       | Włochy · Tatiana Andreoli · Sara Ret · Loredana Spera   | Ukraina · Solomija Gnip · Wiktoria Ołeksiuk · Polina Rodionowa    | Rosja · Żibzema Dambajewa · Waleria Mylnikowa · Ariuna Żargałowa |
| drużynowo mężczyzn     | Francja · Thomas Antoine · Lucas Daniel · Thomas Koenig | Ukraina · Anton Komar · Walentyn Kutsij · Mychajło-Jarosław Malik | Turcja · Berat Aydin · Kerem Kirsever · Orkun Ege Tokusoglu      |

#### Strzelanie z łuku bloczkowego
| Konkurencja:           | Złoto:                                                                   | Srebro:                                                       | Brąz:                                                              |
| indywidualnie kobiet   | Marija Szkolna                                                           | Emily Bee                                                     | Lexi Keller                                                        |
| indywidualnie mężczyzn | Viktor Orosz                                                             | Mario Vavro                                                   | Bridger Deaton                                                     |
| drużynowo kobiet       | Turcja · Aleyna Akcinar · Yesim Bostan · Begum Topkarci                  | Stany Zjednoczone · Emily Bee · Lexi Keller · Brogan Williams | Rosja · Sofia Chłystowa · Aleksandra Sawenkowa · Maria Winogradowa |
| drużynowo mężczyzn     | Stany Zjednoczone · Bridger Deaton · Dillon McGeorge · Charlie Weinstein | Włochy · Valerio Della Stua · Michele Nencioni · Jesse Sut    | Chorwacja · Domagoj Buden · Andelo Suvak · Mario Vavro             |

## Klasyfikacja medalowa

### Seniorzy
| Lp. | Państwo           | Złoto | Srebro | Brąz | Razem |
| 1.  | Ukraina           | 2     | 1      | 1    | 4     |
| 2.  | Meksyk            | 2     | 0      | 0    | 2     |
| 3.  | Stany Zjednoczone | 1     | 3      | 1    | 5     |
| 4.  | Francja           | 1     | 0      | 1    | 2     |
| 5.  | Australia         | 1     | 0      | 0    | 1     |
| 5.  | Włochy            | 1     | 0      | 0    | 1     |
| 7.  | Japonia           | 0     | 2      | 0    | 2     |
| 7.  | Dania             | 0     | 1      | 1    | 2     |
| 9.  | Niemcy            | 0     | 1      | 0    | 1     |
| 10. | Holandia          | 0     | 0      | 1    | 1     |
| 10. | Polska            | 0     | 0      | 1    | 1     |
| 10. | Południowa Afryka | 0     | 0      | 1    | 1     |
| 10. | Szwecja           | 0     | 0      | 1    | 1     |

### Juniorzy
| Lp. | Państwo           | Złoto | Srebro | Brąz | Razem |
| 1.  | Włochy            | 2     | 1      | 1    | 4     |
| 2.  | Stany Zjednoczone | 1     | 2      | 2    | 5     |
| 3.  | Ukraina           | 1     | 2      | 0    | 3     |
| 4.  | Niemcy            | 1     | 1      | 0    | 2     |
| 5.  | Turcja            | 1     | 0      | 1    | 2     |
| 6.  | Francja           | 1     | 0      | 0    | 1     |
| 6.  | Węgry             | 1     | 0      | 0    | 1     |
| 8.  | Rosja             | 0     | 1      | 2    | 3     |
| 9.  | Chorwacja         | 0     | 1      | 1    | 2     |
| 10. | Polska            | 0     | 0      | 1    | 1     |